# Laverda LZ
La Laverda LZ è un motociclo prodotto dalla Laverda, nelle cilindrate 50, 125 e 175 cm³, dal 1978 al 1985.

## Il contesto
Nella seconda metà degli anni settanta, in seguito al calo di vendite dei motocicli di grossa cilindrata, la Laverda amplia la propria gamma di prodotti, rendendola adatta a soddisfare molte fasce di utenza, con particolare attenzione ai motocicli di 125 cm³.
Nel 1977, ormai tramontata la moda delle moto per fuoristrada, i gusti dei sedicenni cominciarono ad indirizzarsi verso modelli stradali, con motorizzazioni a 2 tempi e prestazioni elevate.

## Storia
Forte dell'esperienza di costruzione collaborativa con altre aziende, maturata con la Husqvarna per la costruzione del modello "125 Regolarità", la dirigenza aziendale scelse la motorizzazione Zündapp che, oltre ad essere di buona qualità, consentiva una distinzione dalla categoria dei semplici assemblatori che utilizzavano prevalentemente motori Minarelli o Morini.

La "LZ 175" durante il test della rivista Motociclismo nel 1978

La realizzazione di questo modello, inizialmente prevista per il 1978, venne accelerata allo scopo di presentarlo alla 45ª Esposizione Internazionale del Ciclo e Motociclo di Milano, in programma dal 19 al 27 novembre 1977. La fretta è tale che, siglato l'accordo per la fornitura delle motorizzazioni Zündapp, Massimo Laverda e Luciano Zen ritornano a Breganze con un motore nel baule dell'automobile, allo scopo di iniziare immediatamente la realizzazione del prototipo.
In breve tempo nasce la "LZ" (sigla di Laverda-Zündapp), che compie il debutto come previsto a Milano, destando un notevole interesse tra il pubblico e sulla stampa specializzata. Il telaio generosamente dimensionato e l'aspetto sobrio, fanno presagire una robustezza che si dimostrerà reale. Inoltre, la potenza del propulsore e l'equilibrio dell'assetto, conferiscono al veicolo prestazioni di tutto rispetto, certamente ai vertici della categoria del tempo.
La nuova 125 viene messa in vendita nei primi mesi del 1978 nelle versioni 125 cm³ e 175 cm³, ottenendo un tiepido successo, ma destinato ad aumentare considerevolmente, che raggiungerà il suo culmine nei primi anni ottanta.

## Descrizione

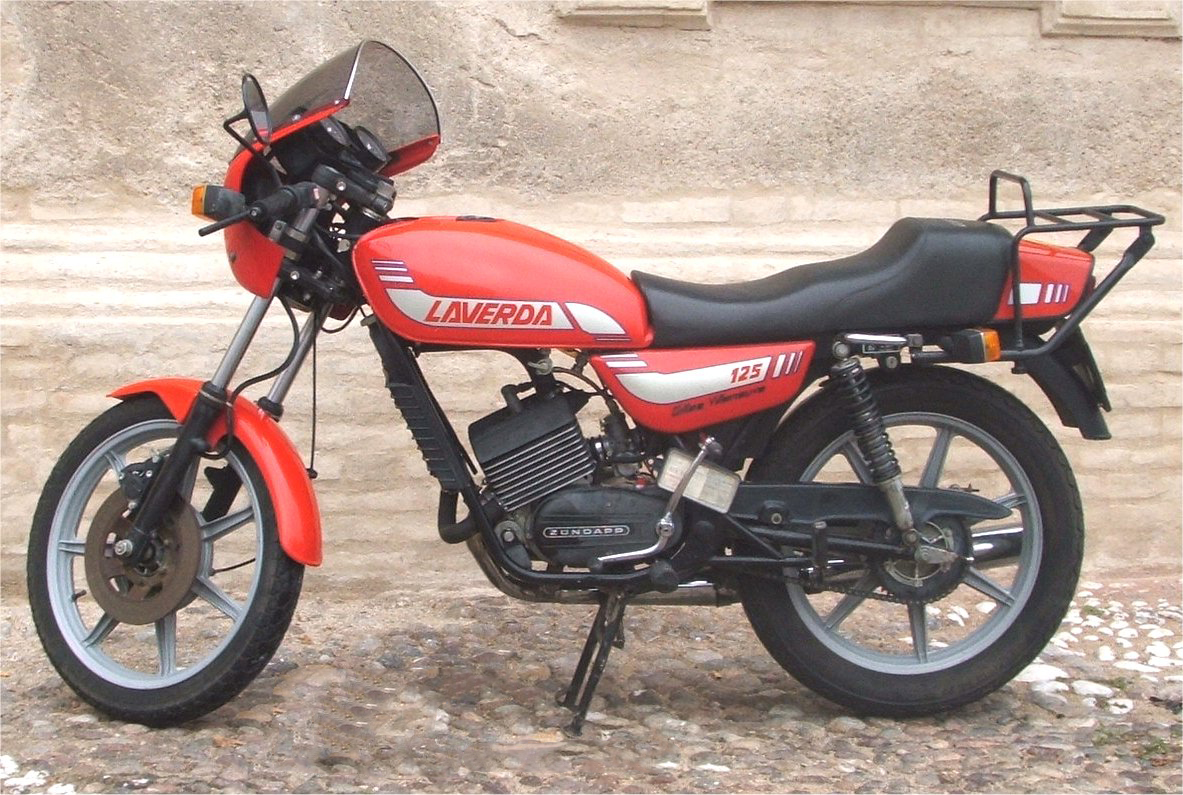
Laverda LZ 125 del 1983

Inizialmente la moto viene proposta in una sola unica configurazione stradistica e per il mercato italiano, nell'unica colorazione rossa. Successivamente la produzione verrà suddivisa nelle versioni "Sport" (munita di cupolino), "Elegant" (turistica) e "Wild" (custom) ed il modello subirà un continuo aggiornamento di particolari tecnici che riguarderanno la sella, il tappo del serbatoio con chiave, la predisposizione per il secondo freno a disco anteriore ed i gruppi ottici.
Grazie alle sue doti ed al prezzo relativamente contenuto, la "LZ 125" diventerà un vero "best seller" e verrà prodotta in circa 20.000 esemplari, confrontandosi sul mercato italiano dell'epoca in particolare con la Cagiva SST 125. Da quest'ultima si differenziava anche per il fatto di avere, tra le prime ottavo di litro, il raffreddamento a liquido anziché il classico raffreddamento ad aria.
Nel 1981 viene completata la gamma con il ciclomotore "LZ 50", un veicolo robusto di impostazione turistica che rimarrà in listino sino al 1984, ma non incontrerà i favori del pubblico.
La moto essendo priva di miscelatore per la lubrificazione separata è alimentata tramite una miscela al 2%. Al riguardo, particolare era l'esistenza di un serbatoio per l'olio da usare per preparare la miscela, ricavato all'interno del tubo superiore del telaio. L'olio poteva essere prelevato da un rubinetto posto in prossimità di quello della benzina, sotto il serbatoio.